# كريستين ن. غوفان
كريستين ن. غوفان (بالإنجليزية: Christine N. Govan)‏ (12 ديسمبر 1897، مانهاتن في الولايات المتحدة - 28 فبراير 1985، لوكأوت ماونتن في الولايات المتحدة)؛ روائية أمريكية.